# Raymond Kreder
Pour les articles homonymes, voir Kreder.
Raymond Kreder, né le 26 novembre 1989 à Zevenhuizen, est un coureur cycliste néerlandais. Son frère Michel est également coureur tout comme son cousin Wesley.

## Biographie
Passé par Felt-Holowesko en 2009 et 2010 et Chipotle Development en 2011, les équipes réserves de Garmin-Slipstream puis Garmin-Transitions et Garmin-Cervélo, il rejoint en 2012 la formation professionnelle qui prend le nom de Garmin-Barracuda puis Garmin-Sharp les mois suivants.
Au mois de septembre 2016 il prolonge son contrat avec la formation néerlandaise Roompot-Oranje Peloton.
En 2018, après quatre années chez Roompot, il rejoint l'équipe continentale japonaise Ukyo

## Palmarès sur route et classements mondiaux

### Palmarès
- 2005
  - 2e du championnat des Pays-Bas sur route cadets
- 2006
  - Paris-Roubaix juniors
  - 1re étape du Trophée Centre Morbihan
- 2007
  - Guido Reybrouck Classic
  - 2e de Remouchamps-Ferrières-Remouchamps
- 2009
  - 3e de la Baronie Breda Classic
- 2010
  - 3e étape de la Cascade Classic
  - 2e du Wim Hendriks Trofee
- 2012
  - 2e étape du Tour de Norvège
  - 3e de la ProRace Berlin
- 2014
  - Velothon Berlin
  - 1re étape du Tour de l'Ain
  - 10e de la Vattenfall Cyclassics
- 2016
  - 3e du Championnat des Flandres
- 2017
  - 3e du Dorpenomloop Rucphen
- 2018
  - 3e étape du Tour de Tochigi
  - 1re étape du Tour de Thaïlande
  - 5e étape du Tour de Corée
  - 2e du Tour de Tochigi
- 2019
  - Tour de Tochigi : 
    - Classement général
    - 3e étape

  - 1re étape du Tour de Corée
  - 4e étape du Tour du Japon
  - 3e étape du Tour de Hokkaido
  - 2e de la Ster van Zwolle
  - 3e du Tour de Corée
- 2022
  - 4e étape du Tour du Japon
  - 4e étape du Tour de Taïwan
  - 3e du Tour de Thaïlande

### Résultats sur les grands tours

#### Tour d'Espagne
1 participation
- 2012 : 172e

### Classements mondiaux
| Année                                 | 2008  | 2009  | 2010 | 2011 | 2012 | 2013 | 2014 | 2015 | 2016 | 2017 | 2018 | 2019 | 2020 | 2021 | 2022 |
| ------------------------------------- | ----- | ----- | ---- | ---- | ---- | ---- | ---- | ---- | ---- | ---- | ---- | ---- | ---- | ---- | ---- |
| UCI World Tour                        |       |       |      |      | nc   | nc   | 198e |      | nc   | nc   | nc   |      |      |      |      |
| Classement mondial                    |       |       |      |      |      |      |      |      | 239e | 401e | 538e | 433e | nc   | nc   | 401e |
| UCI Europe Tour                       | 1341e | 1163e | 538e | 647e |      |      |      | 67e  | 100e | 206e | nc   | 343e | nc   | nc   | 321e |
| UCI Asia Tour                         | nc    | nc    | nc   | nc   |      |      |      | nc   | nc   | nc   | 36e  |      |      |      |      |
| UCI America Tour                      | nc    | nc    | nc   | 382e |      |      |      | nc   | nc   | nc   | nc   |      |      |      |      |
|                                       |       |       |      |      |      |      |      |      |      |      |      |      |      |      |      |
| Légende : nc = non classéSource : UCI |       |       |      |      |      |      |      |      |      |      |      |      |      |      |      |

## Palmarès sur piste

### Championnats des Pays-Bas
- 2005
  -  Champion des Pays-Bas de la course aux points juniors
- 2007
  - 3e de la course derrière derny
- 2008
  - 2e du scratch
- 2010
  -  Champion des Pays-Bas de course aux points
- 2011
  -  Champion des Pays-Bas derrière derny
- 2012
  -  Champion des Pays-Bas de l'américaine
  - 2e de la course aux points
- 2013
  -  Champion des Pays-Bas de course aux points
- 2014
  - 2e de l'américaine
- 2016
  - 2e de l'américaine
- 2017
  - 3e de l'américaine
- 2021
  - 3e de l'américaine